# 高畑利宜

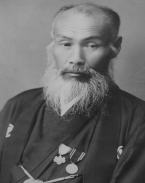
高畑利宜肖像

高畑 利宜（たかばたけ としよし、1841年（天保12年） - 1922年（大正11年））は、明治期における北海道庁官吏であり、北海道開拓の功労者。岩村通俊（初代北海道庁長官）から重用され、北海道内陸部（上川・空知）の開発に大きく貢献した。本名は居久馬（いくま）。

## 経歴

### 幕末の志士
山城国上久世村（現在の京都府京都市南区久世）にて彫刻を生業とする郷士の長男として生まれる。幼少時より剣道に熱中し、刀剣の鑑識の目を養って京都市内で刀剣売買業を営んだ。20歳のときに酒の勢いで行った試合で頭部を負傷して、剣の道を離れることになった。
王政復古が叫ばれ始めた幕末期に入ると討幕運動に参加し、戊辰戦争では新政府軍御本営の日誌方筆生（記録官）として参戦。戊辰戦争後、明治3年（1870年 - 1871年）より大阪の開拓使出張所に奉職し、東久世通禧開拓長官に随行して渡道、岩村通俊（開拓判官：当時）と出会う。

### 北海道開拓
1872年（明治5年）、当時未開の地であった上川郡（石狩国）の調査を岩村通俊に命じられる。約80日間、上川に滞在し、地勢・水利・産物などを調査。上川について、1.強風が無い、2.肥沃である、3.穀菜の生育が良い、4.大都市と数多くの村落形成が可能なこと等を復命。岩村通俊に上川を強く印象付けさせる。上川を目指す途上では、松浦武四郎を案内した上川アイヌの長・セッカウシの家に世話になっている。
開拓使では小樽街道の開削、開拓使本庁舎の建設、重ねての上川視察などの任務を行う。1881年（明治14年）に一時退官し札幌で宿と風呂屋を経営していたが、会計検査院長となっていた岩村通俊から再び北海道庁へと呼び戻される。
1886年（明治19年）、岩村通俊（北海道庁長官：当時）からの命を受け、上川への仮道路（現在の国道12号）の開削、農業試験所建設、農作物試作にあたる。上川道路開削にあたっては樺戸集治監の囚人を使って作業させた（囚人道路#上川道路）。
新政府軍の記録官だった経験もある高畑は、上川探検の復命書に地理のみならず上川アイヌ民族の生活についても詳細な記録を残し、自ら記した文書以外の事務文書なども几帳面に保管していた。これらは北海道の歴史の重要史料となり、北海道立文書館に開拓使文書として収蔵され、2014年（平成26年）に国の重要文化財に指定された。

### 滝川での晩年
1889年（明治22年）に48歳で官職を退き、上川開拓を志して駅逓を設置。岩見沢から旭川までの区間に5つの駅逓「美英舎」を置き、自身はその中間点の「第三美英舎空知太駅逓」、現在の滝川市に居を構えた。駅逓の経営は東京や札幌に持っていた土地や家屋を売却するほど資金がかかるものだったが、上川道路沿線の住民は着実に増えていった。駅逓で郵便事務を取り扱い滝川で最初の郵便局長となったほか、上川では牧場を経営、さらに日本酒醸造事業にも手を広げるなど、実業家として活躍した。しかし実務を他人に任せきりだったために部下の不正で廃業に追い込まれ、自宅を含めた全資産を失う。古物商として再起し、農園を経営していた養嗣子宜茂の力を借りながら、滝川で初となる稲作に着手、さらに味噌醤油の醸造や養蚕業も始めてゆく。
しかし1898年（明治31年）の空知川水害によって事業は全て流され、再び全財産を失ってしまう。その後は運送業を立ち上げ、馬具商を経て運動具店を開業。経営を宜茂に託し、学校建設や警察、衛生組合の結成など、滝川村の発展に私財を投じた。1922年（大正11年）に死去し、滝川村初の村葬を受けた。